# NGC 3340
NGC 3340 ist eine Spiralgalaxie vom Hubble-Typ Sbc im Sternbild Sextant südlich des Himmelsäquators. Sie ist schätzungsweise 238 Millionen Lichtjahre von der Milchstraße entfernt und hat einen Durchmesser von etwa 75.000 Lichtjahren. Die Entfernungsmessungen basierend auf den Radialgeschwindigkeiten stimmen nicht mit den rotverschiebungsunabhängigen Entfernungsschätzungen von 176 Millionen Lichtjahren überein.
Im selben Himmelsareal befinden sich u. a. die Galaxien NGC 3325, IC 632, IC 633, PGC 31922.
Das Objekt wurde am 30. Januar 1865 von Heinrich d’Arrest entdeckt.